# Ezra Swerdlow
Pour les articles homonymes, voir Swerdlow.
Ezra Swerdlow est un producteur et acteur américain né à New York le 2 mars 1953 et mort à Boston le 23 janvier 2018, des suites de la maladie de Charcot.

## Filmographie

### Producteur
- 1987 : Radio Days
- 1987 : La Folle Histoire de l'espace (Spaceballs)
- 1989 : Calendrier meurtrier (January Man)
- 1990 : Chacun sa chance
- 1991 : Chienne de vie (Life Stinks)
- 1992 : Alien³
- 1993 : Le Bon fils (The Good Son)
- 1995 : Où sont les hommes ? (Waiting to Exhale)
- 1996 : Le Club des ex (The First Wives Club)
- 1997 : Cop Land (Cop Land)
- 1997 : Des hommes d'influence (Wag the Dog)
- 1998 : Loin du paradis (Return to Paradise)
- 1999 : Whiteboys (en) (Whiteboyz)
- 2000 : Twilight: Los Angeles
- 2001 : Brooklyn Babylon
- 2002 : Easter
- 2003 : Chef de l'état (Head of State)
- 2004 : All Falls Down (vidéo)
- 2004 : Fenêtre secrète (Secret Window)
- 2005 : Little Manhattan
- 2015 : La Rage au ventre (Southpaw) d'Antoine Fuqua

#### Producteur exécutif
- 2005 : Il était une fois (Enchanted) Kevin Lima & Lisa Keene

### Acteur
- 1995 : Où sont les hommes ? (Waiting to Exhale) : Bill 'Wild Bill'